# Dolores Puig

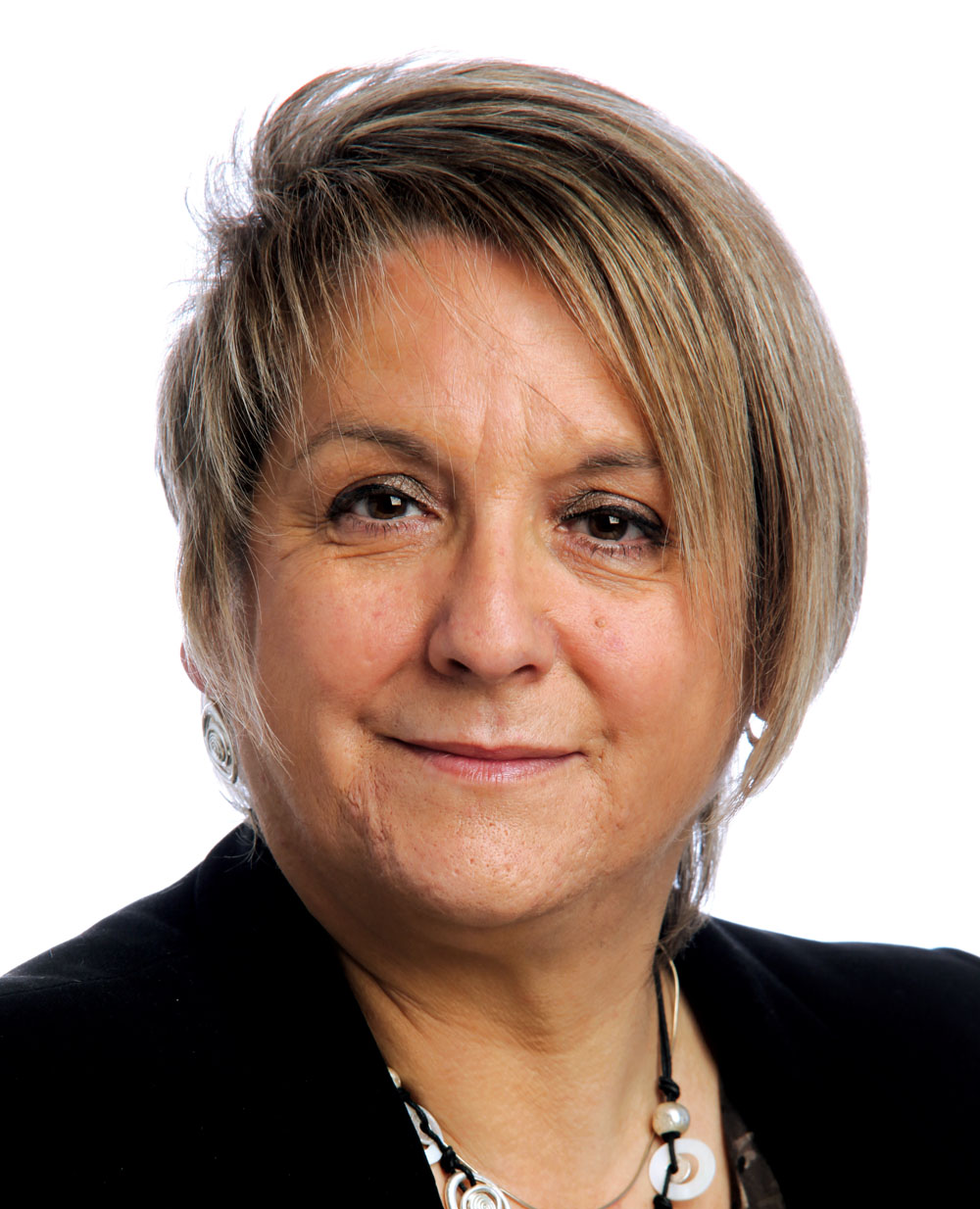
Dolores Puig

María Dolores Puig Gasol (Tarrasa, Barcelona; 25 de mayo de 1951) es una política e ingeniera técnica española. Titulada en Ingeniería Química, durante 22 años ha sido profesora de la Universidad Politécnica de Cataluña en el departamento de Ingeniería Química. Fue concejal de Universidades de Tarrasa (1995-1999) y concejal de Educación, de Promoción económica y de Universidades y teniente de alcalde de Tarrasa por el Partido de los Socialistas de Cataluña (1999-2004). Fue vocal en la Ejecutiva Nacional del PSC (2004-2008)
Fue elegida diputada por la provincia de Barcelona en las elecciones generales españolas de 2004 y 2008. En el Congreso de los Diputados de España fue Vicepresidenta segunda de la Comisión de Ciencia e Innovación y Vocal de las Comisiones de Fomento y de Cooperación Internacional para el Desarrollo.